# Wolfgang Koth
Wolfgang Koth (* 12. Oktober 1967) ist ein ehemaliger deutscher Fußballspieler.

## Karriere
Koth hatte seinen großen Auftritt im Fußball in der Saison 1986/87, als er für Fortuna Düsseldorf in der Bundesliga spielte. Koth kam in der Abstiegssaison der Fortuna zu zwei Einsätzen. Sein erstes Spiel absolvierte er am 26. Spieltag, vor heimischer Kulisse gegen Borussia Dortmund. Er spielte über die volle Länge, das Spiel ging 0:4 verloren. Am 34. Spieltag durfte er nochmal ran. Es ging gegen den VfL Bochum und Fortuna stand auf dem vorletzten Tabellenplatz. Die Rettung in die Relegation war noch möglich, nach dem 33. Spieltag stand der FC Homburg, lediglich einen Punkt vor den Düsseldorfern. Homburg spielte gegen den Tabellenletzten Blau-Weiß 90 Berlin, der zwei Punkte hinter der Fortuna lag und schon als Absteiger feststand. Beide Spiele endeten 2:2, so dass Koth mit der Fortuna abstieg.